# Linje 13 och 16 till Mälarhöjden

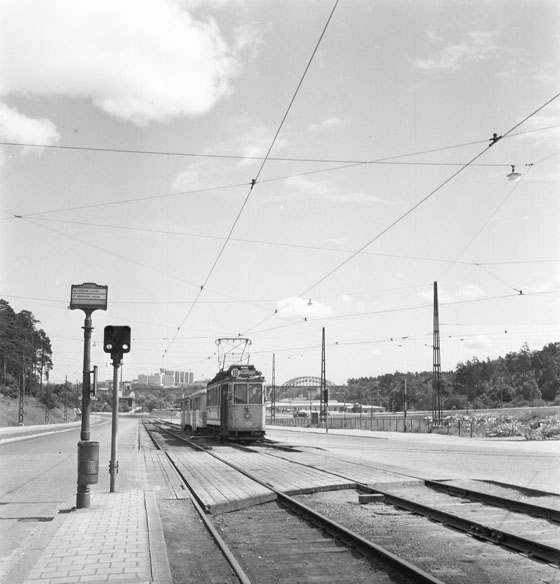
Spårvagnståg på linje 16 vid hållplats Brännkyrkahallen

Linje 13 och 16 (och 23 och 24) till Mälarhöjden var några av flera spårvagnslinjer som delvis gick i Stockholms förorter. 
1911 startades en linje (utan nummer) av AB Södra Förstadsbanan. Driften sköttes av Stockholms Södra Spårvägsaktiebolag (SSB). 1913 gick förortsbanan, eller om man så vill spårvagnen, som Stockholms spårvägars (SS) linje 23 från Hornstull. 1922 byttes numret till 16 och linjen gick då från Slussen via Hornsgatan. Från Liljeholmen gick linjerna 16 och 17 (samt Gröndalsbanan linje 18 som efter Liljeholmsbron vek av mot Ekensberg i Gröndal), linje 16 och 17 gick från 1932 på egen banvall till hållplats Kilaberg där linjerna 17 (och senare även 14) vek av till sina destinationer. Följt av gatuspår i Hägerstensvägen från Kilaberg till Manhemsgatan i Aspudden och sedan på egen banvall med gatukorsningar till Mälarhöjden.
Linje 13, som tidigare trafikerat Ulvsundabanan, tillkom från Fridhemsplan över Västerbron från 22 november 1954. 
Spårvagnstrafiken på dessa linjer lades ned den 4 april 1964 och ersattes av tunnelbana. Tunnelbanan går i en annan, mest underjordisk, sträckning till Mälarhöjden. Delar av den gamla banvallen från Axelsberg, samt platsen för vändslingan i Mälarhöjden, är än idag tydligt synliga om än delvis bebyggda.